# Omiodes martyralis
Omiodes martyralis là một loài bướm đêm trong họ Crambidae.